# 穂積由香里
穂積 由香里（ほづみ ゆかり、1967年12月16日 - 2003年8月13日または8月14日）は、元タレント。俳優・穂積隆信の娘であり、社会現象にもなった穂積隆信のベストセラー『積木くずし』のモデルでもある。

## 来歴・人物
永田町小学校（現麹町小学校）を経て麹町中学校に進学。1982年に発刊された『積木くずし』は、持病といじめにより非行に走った由香里本人と両親との葛藤が綴られた、父親による手記である。該当書は約300万部を発行するベストセラーになり、TBSでのテレビドラマ化、東宝での映画化などが行われた。
1983年にはトルエン所持による毒物及び劇物取締法違反で、また覚醒剤取締法違反でも2度逮捕された。
関連書は、後日談として母によるものが2回、本人が1回、父が複数回、出版されている。
東宝製作の映画・民放各社でたびたび放送されたテレビドラマは、すべて上記著作物をベースにした架空の物語であり、役名・状況設定などは、作品ごとに異なっている。
1986年に穂積由里の芸名でテレビドラマ『妻たちの課外授業』で女優デビュー。ヌードまで披露した芸能活動は成功せず、アメリカ留学中に知り合った邦人男性と結婚するが、間もなく離婚。1992年に東京東村山市でナイトクラブ「積木の家」を経営するなどしたが、亡くなる前は父とその再婚相手でもある義母と同居し、知人のスナックの手伝いをしていた。 
20代で腎臓を患って、十数年の闘病生活を送り、2000年には腎不全で入院。その年の秋には実母（2001年死去）からの提供で生体腎移植を受ける。35歳になった2003年8月18日、隆信夫妻と同居する都内マンションの自室で亡くなっているところを発見された。行政解剖の結果、死因は多臓器不全で、2003年8月13日夜から14日未明にかけて死亡したとみられる。喪主は穂積由香里の所属プロダクション。父は、仕事先から帰京した8月20日に火葬場で遺体と対面、棺に『積木くずし』の著書を3冊入れた。

## 著書
- 娘の積木くずし（1991年4月・データハウス）ISBN 9784887181021

## 出演作品（俳優）

### ドラマ
妻たちの課外授業(日本テレビ)-1985年

## 本人に該当する役を演じた女優
テレビドラマ
- 高部知子 - 穂高香緒里役（TBS）『積木くずし』1983年
- 瀬能あづさ - 泉ひかり役（テレビ東京）『積木くずし　崩壊、そして』1994年
- 安達祐実 - 稲場朋美役（フジテレビ）『積木くずし真相 〜あの家族、その後の悲劇〜』2005年
- 成海璃子 - 安住灯役（フジテレビ）『積木くずし 最終章』2012年

映画
- 渡辺典子 - 穂波由布子役（東宝）『積木くずし』1983年